# Saint John Plantation
 (juin 2023).
Si vous disposez d'ouvrages ou d'articles de référence ou si vous connaissez des sites web de qualité traitant du thème abordé ici, merci de compléter l'article en donnant les références utiles à sa vérifiabilité et en les liant à la section « Notes et références ».
La plantation Saint-Jean est située dans l’État américain du Maine, dans le comté de Aroostook. Selon le recensement de 2000, sa population (majoritairement francophone) est de 282 habitants.